# 西尾成子
西尾 成子（にしお しげこ、1935年12月6日 - ）は、日本の科学史家、日本大学名誉教授。専門は物理学史。
東京生まれ。お茶の水女子大学理学部物理学科卒業。1974年「1916年のSommerfeldの量子論の形成」で名古屋大学理学博士。日本科学技術情報センター所員、日本大学理工学部教授、2006年定年、名誉教授。2012年『科学ジャーナリズムの先駆者　評伝石原純』で第15回桑原武夫学芸賞受賞。
2015年11月瑞宝中綬章受章。

## 著書
- 『現代物理学の父ニールス・ボーア 開かれた研究所から開かれた世界へ』中公新書　1993
- 『こうして始まった20世紀の物理学』裳華房 1997
- 『科学ジャーナリズムの先駆者 評伝石原純』岩波書店 2011

## 編著
- アインシュタイン研究 編 中央公論社 1977.2

## 翻訳
- 『熱輻射論』　プランク 東海大学出版会、1975.物理科学の古典
- 『歴史をつくった科学者たち 1-2』　Spencer R.Weart, Melba Phillips 編 今野宏之共訳 丸善 1989.6
- 『ニールス・ボーアの時代 物理学・哲学・国家 1-2』 アブラハム・パイス 今野宏之、山口雄仁共訳 みすず書房 2007-12

## 参考
- 科学ジャーナリズムの先駆者―評伝 石原純 - 紀伊國屋書店